# Зубковщина
Зубковщина — село в Карымском районе Забайкальского края России. Входит в состав сельского поселения «Маякинское».

## География
Село находится в южной части района, в долине реки Зубковщины (приток реки Ундурги), на расстоянии примерно 12 километров (по прямой) к юго-юго-востоку (SSE) от посёлка городского типа Карымское. Абсолютная высота — 695 метров над уровнем моря. Площадь населенного пункта составляет 0,377 км².
Климат
Климат характеризуется как резко континентальный, сухой. Средняя температура самого холодного месяца (января) составляет −24 — −28°С, температура самого тёплого (июля) — 16 — 18°С. Среднегодовое количество атмосферных осадков не превышает 350—400 мм.
Часовой пояс
Село Зубковщина находится в часовой зоне МСК+6. Смещение применяемого времени относительно UTC составляет +9:00.

## История
Основана в 1802 году.

## Население
| 1989 | 2002 | 2010 | 2021 |
| ---- | ---- | ---- | ---- |
| 110  | ↗119 | ↘78  | ↘69  |

Половой состав
По данным Всероссийской переписи населения 2010 года в гендерной структуре населения мужчины составляли 47,4 %, женщины — соответственно 52,6 %.
Национальный состав
Согласно результатам переписи 2002 года, в национальной структуре населения русские составляли 88 % из 199 чел.

## Улицы
Уличная сеть села состоит из одной улицы (ул. Кооперативная).